# 고졸기 그리스

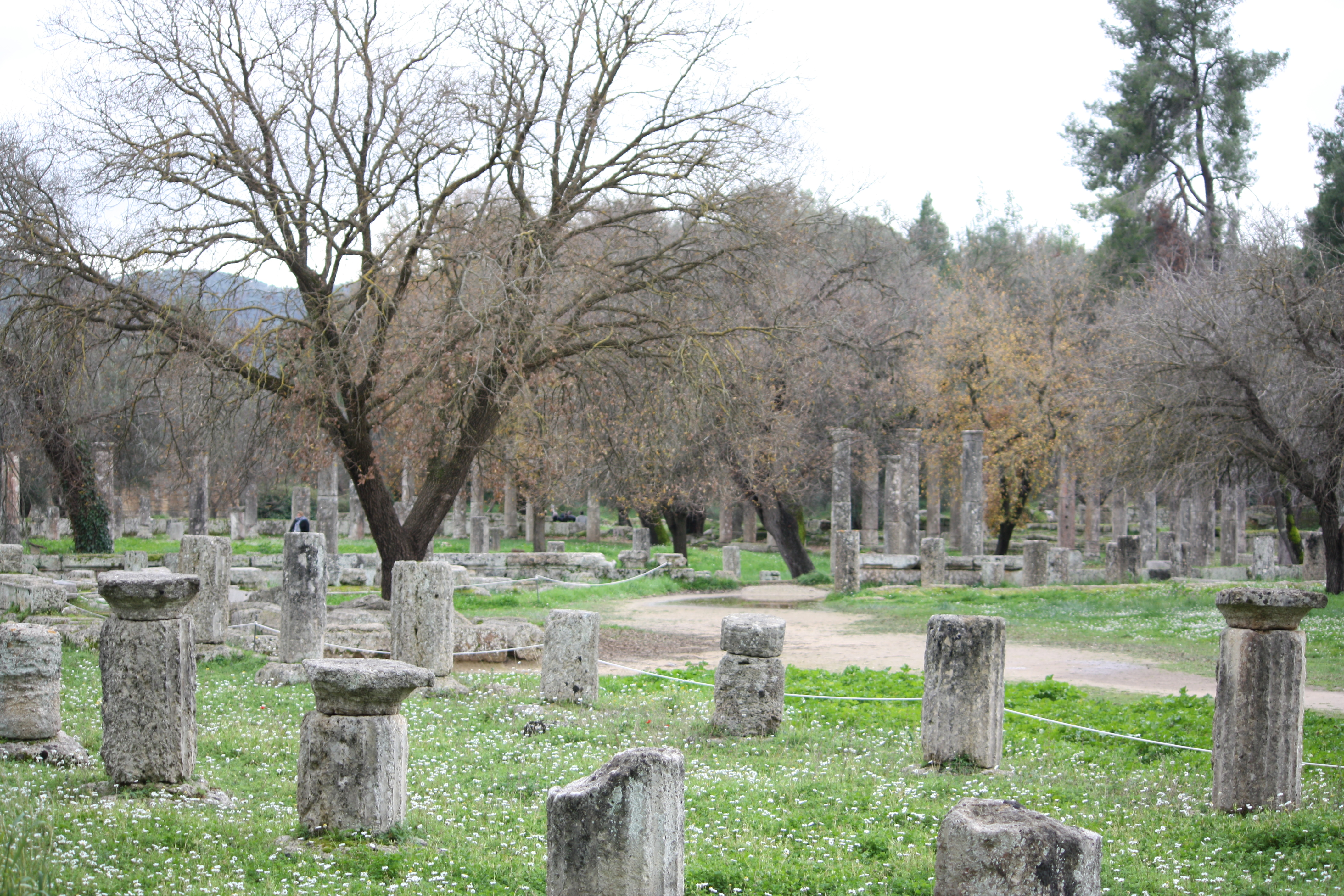
고대 올림픽 경기장이었던 올림피아의 김나지움과 팔라이스트라. 올림픽 경기가 처음 열린 날을 보통 고졸기의 시작점으로 삼는다.

고졸기 그리스(古拙期-, 영어: Archaic Greece)는 기원전 8세기 중반부터 기원전 480년 제2차 그리스-페르시아 전쟁까지의 기간을 뜻하며, 그리스 암흑 시대 다음이자 고전기 그리스 전에 해당하는 시기이다. 시대 구분과 정의는 학자들마다 상이한 견해를 보이나, 그 시작은 대체로 기원전 8세기 중반에서 기원전 6세기 사이로 잡고 있으며 끝은 보통 기원전 480년으로 잡고있다.
고졸기는 고로 기원전 8세기 경부터 기원전 5세기 초까지의 기간을 뜻하는데, 보통 기원전 776년 올림픽 게임의 성립과 기원전 480년 제2차 그리스-페르시아 전쟁이 시작과 끝 해의 기점이 된다.
미술사학에서는 고졸기를 보통 기하학기(기원전 900년 - 720년) 다음 시기인 동방화기(기원전 720년 - 600년) 다음으로 잡고 있다.
이 시기 그리스인들은 지중해와 흑해를 가로질러 서쪽으로는 마르세유, 동쪽으로는 트라페주스 (트레비존드)까지 정착했는데, 고졸기 말에 그들은 이 지중해 전역을 아우르는 무역망을 만들었다.
고졸기는 그리스 인구의 폭발적인 증가와, 8세기 말의 그리스 세계를 8세기 초와 비교하여 완전히 알아볼 수 없게끔 만든 중요한 변화들 이 일어나며 시작되었다. 안토니 스노드그라스에 따르면, 고대 그리스의 고졸기는 그리스 세계의 두 변혁과 밀접한 연관이 있다. 고졸기 그리스는 “그리스 세계의 국가들의 경계 지도를 그리고,” 특수한 그리스 도시국가 체제인 폴리스를 설립한 “구조적 변혁”과 함께 시작하여 고전기의 지적 변혁과 함께 끝났다.
고졸기 그리스에서는 정치, 경제, 국제 관계, 전쟁과 문화의 발달을 볼 수 있었다. 정치적 문화적인 측면 모두에 있어 고졸기 그리스는 고전기 그리스의 토대를 마련해주었다. 그리스 문자가 발전하며, 가장 오래된 그리스 문학이 지어지고, 그리스에서 시작된 적회식 도자기와 기념비적인 조각상이 만들어졌으며 호플리테스가 그리스 군의 핵심이 된 시기 역시 고졸기 그리스 시대였다.
아테나이에서는 솔론에 의해 가장 이른 민주정 제도가 시행되었으며, 고졸기가 끝나갈 무렵에는 고전기 아테네 민주정을 가져온 클레이스테네스의 개혁이 있었다. 한편 이 시기 스파르타에서는 리쿠르고스의 개혁들에 의하여 많은 제도가 제정되었으며 메세니아 지방은 스파르타의 지배하에 들게되어 헬롯 노예제가 도입되었으며 펠로폰네소스 동맹이 형성되어 스파르타를 그리스의 강대국으로 만들었다.

## 고졸기의 어원과 용례
“고졸古拙”(en: archaic, fr:archaïque)기는 “원시적”, “고대의”라는 뜻의 그리스 단어 ἀρχαῖος에서 기원하였다. 이 시기는 고대 그리스 역사에서 고전기 이전 시기를 뜻한다.
고졸기는 고전기보다 덜 중요하다고 역사적으로도 덜 흥미롭다고 오랫동안 여겨져 주로 고전기의 토대를 만들었다는 점을 중심으로 연구되어왔다. 하지만 최근들어서는 고졸기 그리스 시자 자체가 성취한 것들이 연구되기 시작했다.
고졸기의 중요성에 대한 재평가와 함께 몇 학자들은 “고졸기”라는 명칭을 재고했는데, 바로 고졸기古拙期라는 단어가 원시적이고 구식이라는 뜻을 암시하고 있기 때문이다. 하지만 현재로서는 널리 쓰이는 이 단어를 대체할 다른 단어가 제안되지 않아, 고졸기라는 말은 계속 쓰이고 있다.

## 사료
고전기 그리스에 대한 많은 정보들은 투키디데스의 ≪펠로폰네소스 전쟁사≫처럼 글로 표현된 역사책에서 찾을 수 있는 반면, 고졸기 그리스 시대에 쓰인 역사는 하나도 남아있지 않다.
이 시기 생활에 관한 자료들이 시의 형태로 현존할 뿐이다. 고졸기에 쓰인 다른 글들로는 법전이나 신에게 헌정하여 쓰인 것들, 묘비에 쓴 경구 등의 비문들이 있다. 이런 자료 가운데 어떤 것도 양적으로 고전기에 비할만큼 많이 남아있지 않다.
그렇지만 글로 쓰인 고졸기 자료가 부족한 이러한 상황은 풍부한 고고학적 증거들로 보완되었다. 고전기 그리스 예술이 보통 로마의 모방본으로 남아있다면 고졸기 그리스 예술은 원형으로 남아있다.
헤로도토스같은 후대의 그리스 서술가들의 기록은 이 시기의 다른 자료들을 제공하고 있으나, 그 자료들은 우리가 생각하는 오늘날 역사의 형태가 아니며 헤로도토스는 그가 사실이라고 여긴 것이든 아니든 기록했다. 게다가 헤로도토스는 기원전 480년 이전의 날짜는 기록하지 않았다.

## 인구 통계
기원전 8세기 동안 그리스 인구는 두 배로 급증했다. 아테나이나 크노소스같은 매우 큰 거주지는 기원전 1000년에는 인구수가 아마 1,500명이었을 것이나, 기원전 700년에는 5,000명에 달할 정도로 성장했을 것이다.
아마도 기원전 850년에서 기원전 750년까지 있었던 기후 변화에 의해 해당 지역이 더 시원해지고 습해짐에 따라 일어났을 아테나이 등에서의 인구 성장은 이 시기 지중해 지방 곳곳에서 일어난 인구 급증 현상 중 하나이다. 이 현상은 그리스 내의 경작되지 않은 지역으로 인구를 확산시켰을 뿐 아니라, 해외 식민 개척의 동력이 되었을 것이다.
고대의 문헌은 고졸기 그리스의 사망률에 관해 별다른 정보를 제공하고 있지는 않으나, 절반 이상의 인구가 18살까지 살아남지는 못했을 것으로 추정된다. 태아와 아이의 사망율은 현저히 높았을 것으로 예상된다.
고졸기 그리스의 인구는 유년층 위주의 구성으로 추정되는데, 아마도 40%에서 66%에 달라는 인구가 18세 이하였을 것이다. 반면에 25% 이하의 인구만이 40세 이상이며 오직 60세 이상은 오직 5%뿐인 걸로 추정된다. 유해에서 나온 증거로 볼 때 그리스 고졸기에 평균 사망나이는 높아졌으나 건강에 관한 다른 명확한 지표는 없다.
집의 크기는 사회내 번영에 관한 몇가지 증거를 보여준다. 기원전 8-7세기 집의 평균 크기는 45-50m²으로 변함이 없었으나, 엄청 큰 집과 작은 집들의 숫자가 증가했으며, 늘어나는 경제적 불평등을 보여준다.
기원전 7세기가 끝나갈 무렵, 이 경향은 반전되어, 집의 크기는 대체로 중간 크기를 크게 벗어나지 않게 되며 고졸기가 끝나갈 무렵 집의 평균 크기는 125 m²에 달하게 되었다.

## 도기
그리스 고졸기의 특징을 띤 도기들
- 기하학기 후기 양식의 아티케 주전자
- 동방화 양식

그리스 고졸기는 그리스 도기 장식이 추상적인 양식에서 구상적인 양식으로 변화하는 과정을 볼 수 있다. 미케네 문명의 몰락 이후 그리스 암흑 시대 동안 그리스 도기 장식은 매우 정교한 기하학 무늬에 바탕을 두었다.
기원전 9세기 초 크레테의 그리스 항아리에서 인간 형상의 장식이 처음 등장하게 되나, 그리스 본토의 도기에서는 기원전 8세기 중반까지 인간 형상을 흔하게 볼 수 없었다.
기원전 8세기는 이전의 기하학 양식에서 페네키아와 시리아에서 유래한 영향을 받은 양식으로의 변천을 보여준 동방화 양식의 발전이 있었다. 동방으로부터 받은 이 영향은 중동에서 그리스로 수입한 물품들이 그 원인으로 사료된다.
기원전 7세기 초 코린트의 항아리 화가들은 흑회black-figured양식을 개발하기 시작한다. 동시에 도예가들은 항아리 점토 속을 파서 자국을 만들어 내부 세부 묘사와 윤곽을 그리고자 했다.
아마도 동방의 금속 세공에서 본받았을 이런 파내는 기법을 받아들임으로 도예가들은 장식의 세련된 세부 묘사를 할 수 있게 되었다.
적회red-figured 양식 도기는 고졸기가 막을 내릴 무렵 아테나이에서 처음 고안되어 기원전 525년 경 아마 안도키데스 화가에 의하여 첫 선을 보인다. 적회 기술 역시 아테나이에서 백토 기술과 식스의 기술과 같은 타 기술의 발전이 있던 시기와 동일한 시기에 개발되었다.

## 조각

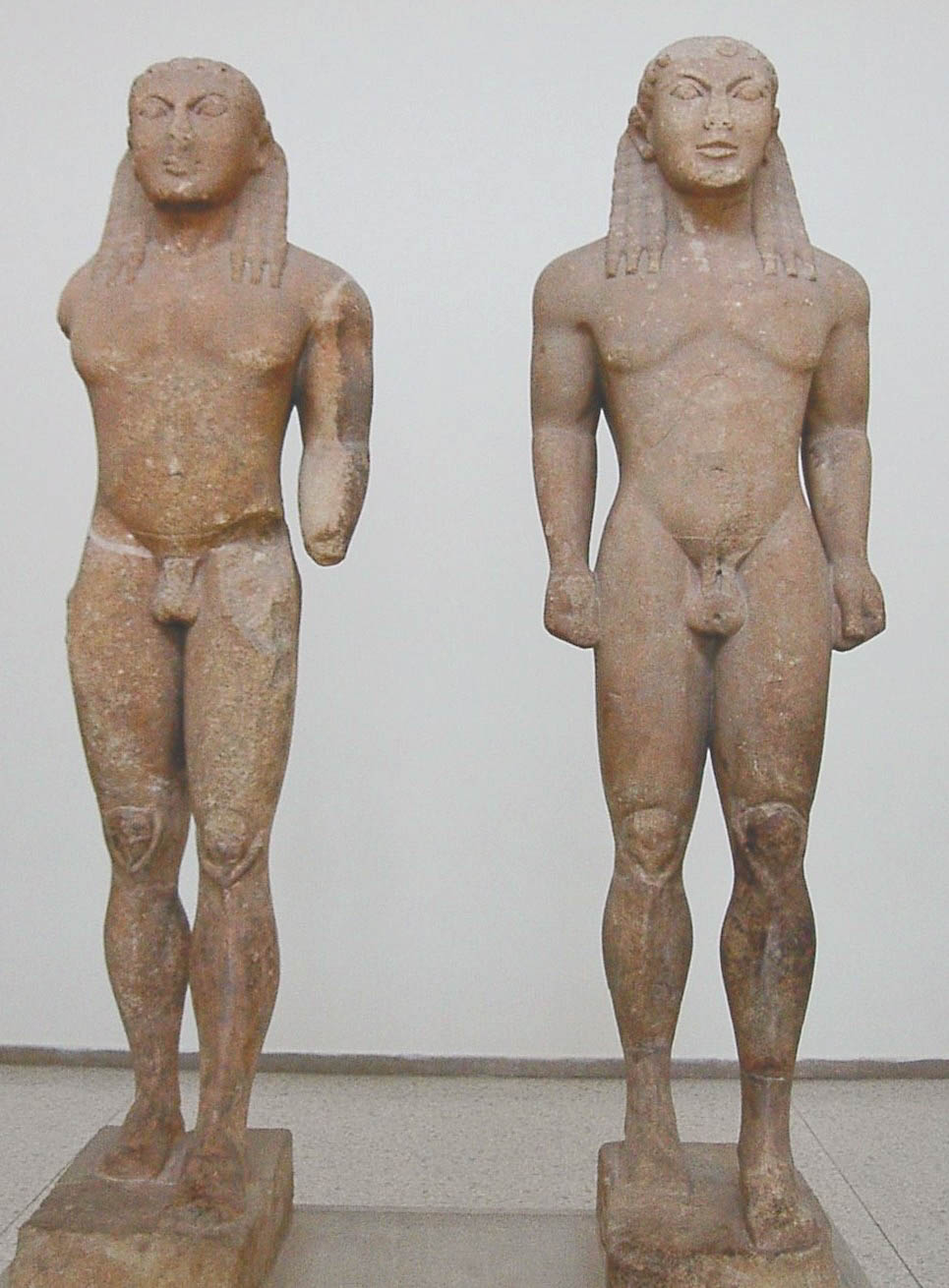
클레오비스와 비톤, 아르카이크기의 쿠로이(kouroi). c. 580 BC.

아르카이크란, 그리스어의 '아르크' '아르카이오스', 즉 '처음' '오랜'을 의미하는 말에서 유래하고, 고대 그리스인이 고전기 이전의 미술을 그렇게 부른 연유에 의한다. 오늘날에는 아르카이크 시대는 기원전 7세기 중엽 이후 그리스 각지에서 대리석으로 등신(等身), 혹은 거대한 상이 제작되기 시작한 무렵부터, 기원전 5세기 초 무렵까지를 가리킨다. 기원전 10세기부터 9세기에 걸쳐 성립된 그리스의 폴리스는 기원전 7세기부터 6세기에 걸쳐서 뚜렷한 발전을 하여, 지중해 각지에는 식민도시 건설이 성행했다. 이 새로운 발전의 시기가 미술사상 아르카이크기이며, 그리스는 이 무렵 이집트나 동방과의 접촉으로 대리석으로 된 모뉴먼트한 조각을 제작하는 일을 배운 것이다.
최초의 유품(遺品)으로는 델로스섬에서 출토한 니칸드라의 봉납상(아테네 국립미술관), 사모스섬의 헤라 신전의 여신상(루브르 미술관) 등이 있다. 기원전 7세기 중엽의 것인 니칸드라의 봉납상은 아르카이크기의 가장 오랜 상으로서, 그 편평하고 소박한 형태는 크소아논의 모습을 간직하고 있다. 이들 상보다 조금 후기의 기원전 6세기에는, 그리스 각지에 오늘날 일반적으로 쿠로스 상이라고 불리는 나체의 청년상과 아름다운 옷을 입은 코레 상이 제작되는었데, 이 나체의 청년상과 옷을 입은 소녀상은 아르카이크기의 가장 중요한 상이다. 입상 이외의 유품으로 델포이의 나크소스인의 스핑크스, 델로스섬에서 출토된 니케, 또한 건축의 장식 조각으로서 코르프의 아르테미스 신전의 박공 조각 등이 있다. 이들 상은 초기의 경직성(硬直性)과 기술적인 미숙성이 남아 있으나, 동시에 대담하고 또한 힘있는 표현에는 생생한 생명감이 넘친다.
중기 아르카이크의 상은 도서(島嶼)의 영향이 본토의 그리스 조각에 미친 시대의 산물이다. 이 기간의 상으로는 이오니아 양식의 특징인 부드러운 머리카락의 표현이나 아몬드형(型)의 눈, 이른바 아르카이크 스마일의 입 모습 등이 나타나 많은 점에서 경직된 양식으로 변했다. 그래서 이들 양식은 중기 후반 무렵(전 550∼전 525년)에 이르러 본토의 양식이라고 할 만큼 새로운 양식이 생겨났다. 아크로폴리스의 ⟪모스코포로스⟫(송아지를 둘러멘 청년)나 델포이의 ⟪크로스 크로이소스⟫ 상 등은 그 대표적인 작품이다. 이른바 ⟪아르카이크 스마일⟫(고식의 미소)은 이 시대상의 특징이지만, 이러한 표현은 상에 인간적인 표정을 담으려고 한 결과인 것 같다. 후기 아르카이크에 이르면 근육의 유기적 구조에 대한 관찰이 일층 세밀해져서 상은 더욱 자연스런 형태에 가까워진다. 생생하고 더욱 세련된 그 형태는 힘있는 생명의 에너지가 넘쳐 흐른다. 아르카이크기의 남성 입상 조각의 유일한 과제였던 쿠로스 상은, 그 발전의 최후 단계에 도달했다.

## 같이 보기
- 고대사
- 고전 고대

## 참고 문헌
- 이 문서에는 다음커뮤니케이션(현 카카오)에서 GFDL 또는 CC-SA 라이선스로 배포한 글로벌 세계대백과사전의 내용을 기초로 작성된 글이 포함되어 있습니다.